# Octobre 1966

## Évènements
- Création du mouvement des Black Panthers[1].

- 4 octobre : 
  - indépendance du Lesotho.
  - Lin Biao annonce la diffusion massive du Petit Livre rouge de Mao Zedong.

- 7 octobre : Dorion, Québec. Tragédie ferroviaire alors qu'un train de marchandises frappe violemment un autobus rempli d'étudiants, tuant 19 personnes et en blessant 24 autres. La cause exacte de l'accident est demeurée inconnue, à savoir pourquoi au passage à niveau, la barrière s'est levée trop rapidement alors qu'un deuxième train roulait en sens inverse, ce que ne pouvait voir le chauffeur de l'autobus. L'impact fut fatal.

- 11 octobre: Radio-Luxembourg est renommé RTL.

- 14 octobre : inauguration du Métro de Montréal.

- 17 octobre : les Nations unies retirent son mandat sur le Sud-Ouest africain à l’Afrique du Sud.

- 21 octobre : glissement de terrain d'un terril à Aberfan, au Pays de Galles provoquant la mort de 144 personnes dont 116 enfants.

- 22 octobre : le général Lon Nol devient Premier ministre au Cambodge.

- 23 octobre : première autocritique publique de Liu Shaoqi.

- 25 octobre : Subandrio, ancien ministre des Affaires étrangères indonésien est condamné à mort.

- 28 octobre : lors d'une conférence de presse au Palais de l'Élysée, le général De Gaulle répond à la question d'un journaliste : « En 1962, la Bourse était exagérément bonne ; en 1966, elle est exagérément mauvaise. Mais, vous savez, la politique de la France ne se fait pas à la corbeille ».

- 29 octobre : manifeste de la National Organization for Women[2].

## Naissances
- 1er octobre : 
  - Shkëlqim Troplini, lutteur albanais († 7 novembre 2020).
  - George Weah, ancien footballeur international et homme d'État libérien, président du Libéria depuis 2018.
  - Rafik Khalifa, homme d'affaires algérien.
- 7 octobre : Vincenzo Sospiri, pilote automobile italien.
- 10 octobre : 
  - Carolyn R. Bertozzi, chimiste américaine.
  - Dominique Vienne, chef d'entreprise français.
- 11 octobre : 
  - Luke Perry, acteur américain († 4 mars 2019).
  - Sergueï Sourovikine, militaire russe.
- 13 octobre : Baja Mali Knindža , chanteur serbe.
- 18 octobre : 
  - Marc Lacombe, journaliste français.
  - Guillaume de Tonquédec, acteur français.
- 20 octobre : Ivan Paduart, pianiste de jazz belge.
- 23 octobre : Alessandro Zanardi, pilote automobile italien.
- 24 octobre : Roman Abramovitch, personnalité politique et homme d'affaires russo-israélo-portugais.
- 25 octobre : 
  - Lionel Charbonnier, joueur de football français. Champion du Monde en 1998 avec la France.
  - Wendel Clark, joueur de hockey.
- 27 octobre : Nathalie Loriers, pianiste de jazz belge.

## Décès
- 18 octobre :
  - Elizabeth Arden, esthéticienne d'origine canadienne.
  - Jean-Pierre Peugeot, président de la société d'automobiles Peugeot.